# Космічний календар

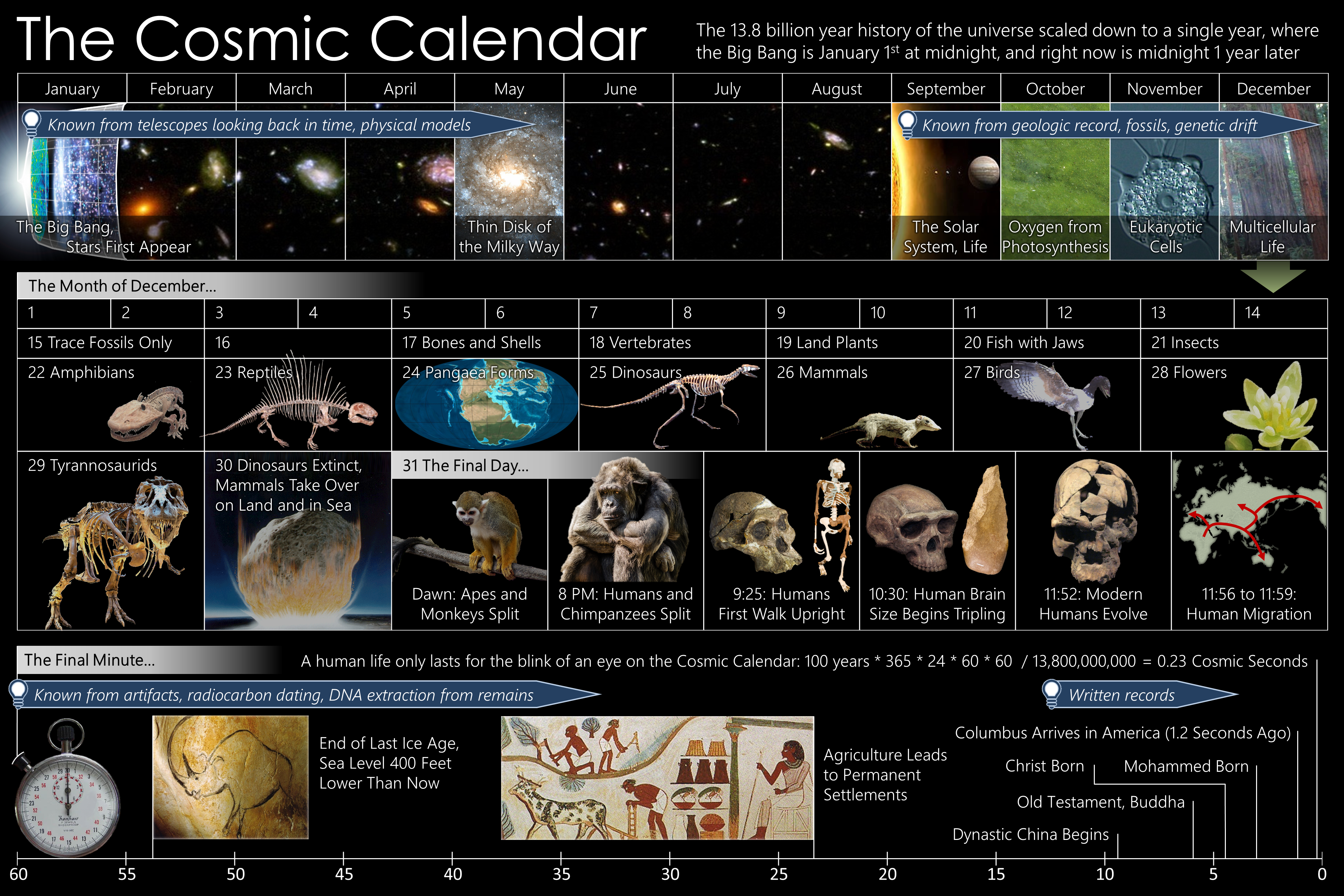
Історія Всесвіту у 13,8 млрд років виражена в одному році. За такого масштабу Великий вибух відбувся у північ 1 січня, поточний час — північ 31 грудня, а тривалість життя найстарішої людини — бл. 1/4 секунди.

Космічний календар (англ. Cosmic Calendar) — метод візуалізації історії Всесвіту, за яким 13,8 млрд років відображаються в масштабах одного календарного року.

## Короткі відомості
Метод був створений Карлом Саганом. Уперше описаний у книзі «Дракони Едему» (1978). Застосовувався в науково-популярних телесеріалах «Космос: персональна подорож» (1980) (тоді вік Всесвіту вважався рівним 15 млрд років) та «Космос: подорож у просторі та часі» (2014), у якому Ніл Деграсс Тайсон вже використовував уточнений вік у 13,8 млрд років.
Згідно з календарем Карла Сагана, Великий вибух відбувся 1 січня, а теперішні події відбуваються в північ 31 грудня. У такому масштабі 1 місяць дорівнює 1 млрд років, 1 день — 37,8 млн років, 1 година — 1,58 млн років, а за 1 секунду проходить 438 років реального часу. Поточна секунда — широкий розвиток науки й техніки, поява світової культури, створення засобів, здатних знищити рід людський, перші кроки в освоєнні космосу і пошуки неземного розуму.

## Космічний рік
Космічний календар показує розвиток всесвіту і всіх подій на Землі в часовому масштабі — так, ніби всі події відбулися за один рік тривалістю 12 місяців або 365 днів: Дата року розраховувалася за формулою
Tдні = 365 днів × 0,100/13,797 (1- T_Gya/13,797)

### Космологія
| Дата       | Млрд років тому | Подія                                                          |
| ---------- | --------------- | -------------------------------------------------------------- |
| 1 січня    | 13,8            | Великий вибух, який видно через фонове космічне випромінювання |
| 14 січня   | 13,1            | Найстарші відомі гамма-спалахи                                 |
| 22 січня   | 12,85           | Виникнення та еволюція галактик                                |
| 16 березня | 11              | Формування галактики Чумацький Шлях                            |
| 12 травня  | 8,8             | Тонкий диск галактики Чумацький Шлях                           |
| 2 вересня  | 4,57            | Формування та еволюція Сонячної системи                        |
| 6 вересня  | 4,4             | Найперші гірські породи, відомі на Землі                       |

### Еволюція життя на Землі
| Дата             | Млрд років тому | Подія                                                                                   |
| ---------------- | --------------- | --------------------------------------------------------------------------------------- |
| 14 вересня       | 4,1             | «Сліди біологічного життя» знайдені в породах віком 4,1 млрд років у Західній Австралії |
| 21 вересня       | 3,8             | Поява життя (прокаріоти)                                                                |
| 30 вересня       | 3,4             | Фотосинтез                                                                              |
| 29 жовтня        | 2,4             | Оксигенація атмосфери                                                                   |
| 9 листопада      | 2               | Складні клітини (еукаріоти)                                                             |
| 5 грудня         | 0,8             | Поява багатоклітинного життя                                                            |
| 7 грудня         | 0,67            | Прості тварини                                                                          |
| 14 грудня        | 0,55            | Членистоногі (предки комах, павукоподібних)                                             |
| 17 грудня        | 0,5             | Риби і прото-амфібії                                                                    |
| 20 грудня        | 0,45            | Наземні рослини                                                                         |
| 21 грудня        | 0,4             | Комахи і насіння                                                                        |
| 22 грудня        | 0,36            | Земноводні                                                                              |
| 23 грудня        | 0,3             | Рептилії                                                                                |
| 24 грудня        | 0,25            | Масове пермське вимирання, 90 % видів вимерло                                           |
| 25 грудня        | 0,23            | Динозаври                                                                               |
| 26 грудня        | 0,2             | Ссавці                                                                                  |
| 27 грудня        | 0,15            | Птахи                                                                                   |
| 28 грудня        | 0,13            | Квіти                                                                                   |
| 30 грудня, 06:24 | 0,065           | Крейдове вимирання, вимирання динозаврів                                                |

### Еволюція людини
| Дата / час          | Млн років тому | Подія                                           |
| ------------------- | -------------- | ----------------------------------------------- |
| 30 грудня           | 65             | Примати                                         |
| 31 грудня, 06:05    | 15             | Людиноподібні                                   |
| 31 грудня, 14:24    | 12,3           | Гомініди                                        |
| 31 грудня, 22:24    | 2,5            | Людина і кам'яні інструменти                    |
| 31 грудня, 23:44    | 0,4            | Приручення вогню                                |
| 31 грудня, 23:52    | 0,2            | Анатомічно сучасна людина                       |
| 31 грудня, 23:55    | 0,11           | Початок самого недавнього льодовикового періоду |
| 31 грудня, 23:58    | 0,035          | Скульптура і малюнки                            |
| 31 грудня, 23:59:32 | 0,012          | Сільське господарство                           |

### Початок історії
| Дата / час          | Тис. років тому | Подія |
| ------------------- | --------------- | --- |
| 31 грудня, 23:59:33 | 12,0            | Кінець льодовикового періоду |
| 31 грудня, 23:59:41 | 8,3             | Затоплення Доггерленду |
| 31 грудня, 23:59:46 | 6,0             | Енеоліт |
| 31 грудня, 23:59:47 | 5,5             | Бронзова доба; протописемність; побудова Стоунгенджу |
| 31 грудня, 23:59:48 | 5,0             | Перша династія єгипетських фараонів, ранній період династій шумерів, початок Індської цивілізації                                                            |
| 31 грудня, 23:59:49 | 4,5             | Абетка, Імперія Аккад, колесо |
| 31 грудня, 23:59:51 | 4,0             | Закони Хаммурапі, Середнє царство Стародавнього Єгипту |
| 31 грудня, 23:59:52 | 3,5             | Бронзова доба — Залізна доба; Мінойське виверження |
| 31 грудня, 23:59:53 | 3,0             | Залізна доба; початок Античної доби |
| 31 грудня, 23:59:54 | 2,5             | Будда, Магавіра, Заратуштра, Конфуцій, Династія Цінь, Золоте століття Перікла, Імперія Ашока, Веди, Евклідова геометрія, фізика Архімеда, Римська республіка |
| 31 грудня, 23:59:55 | 2,0             | Астрономія Птолемея, Римська імперія, Ісус Христос, винайдення цифри 0, Імперія Гуптів                                                                       |
| 31 грудня, 23:59:56 | 1,5             | Магомет, Цивілізація Мая, Династія Сун, Візантійська імперія                                                                                                 |
| 31 грудня, 23:59:58 | 1,0             | Монгольська імперія, Імперія Маратха, Хрестові походи, відкриття Америки, Епоха Відродження в Європі, Йоганн Себастьян Бах — класична музика                 |

### Сучасна мить
| Дата / час          | Тис. років тому | Подія                            |
| ------------------- | --------------- | -------------------------------- |
| 31 грудня, 23:59:59 | 0,5             | Нова історія; останні 437,5 року |